# Speocera apo
Speocera apo is een spinnensoort uit de familie Ochyroceratidae. De soort komt voor in de Filipijnen.